# Fugazi (hudební skupina)
Fugazi je americká post-hardcoreová kapela založená Ianem MacKayem, jednou z nejvýznamnějších osobností amerického punku/hardcore.
Fugazi jsou význační díky svému DIY postoji , způsobu obchodní praxe a pohrdání hudebním průmyslem. Fugazi měli po celém světě řadu turné, nahráli šest studiových alb, získali si i velký ohlas kritiků a úspěch po celém světě.

## Vznik
Po rozpadu hardcore punkové skupiny Minor Threat, Ian MacKaye (zpěv a kytara), působil s několika krátce hrajícími skupinami, především s Embrace. MacKaye chtěl projekt, který by byl "jako Stooges s reggae," obával se založení nové kapely po rozpadu Embrace. MacKaye vzpomínal: "Nechtěl jsem být nutně v kapele, ale chtěl jsem být s lidmi, kteří se mnou chtěli hrát hudbu." MacKaye přijal ex-Dag Nasty bubeníka Colina Searse a baskytaristu Joeyho Lallyho, trio začalo cvičit v září 1986. Po několika měsících zkoušení se Sears vrátil k Dag Nasty a byl nahrazen Brendanem Cantym (dříve v Rites of Spring). Od roku 2001 je skupina v "hibernaci".

## Diskografie

### Studiová alba

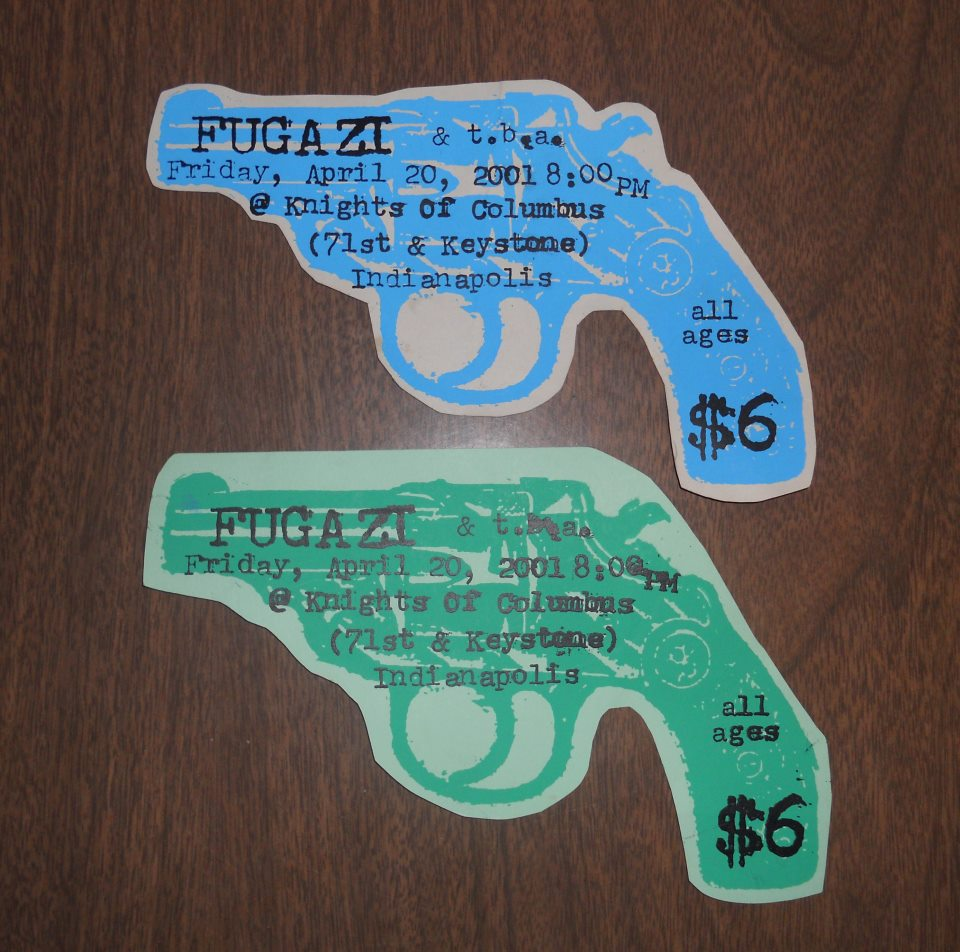
Ruční vstupenky na koncert Fugazi, od roku 2001, který se konal v Indianapolis v Indianě

- 13 Songs (1989)
- Repeater (1990)
- Steady Diet of Nothing (1991)
- In on the Kill Taker (1993)
- Red Medicine (1995)
- End Hits (1998)
- The Argument (2001)